# Rotbannerorden

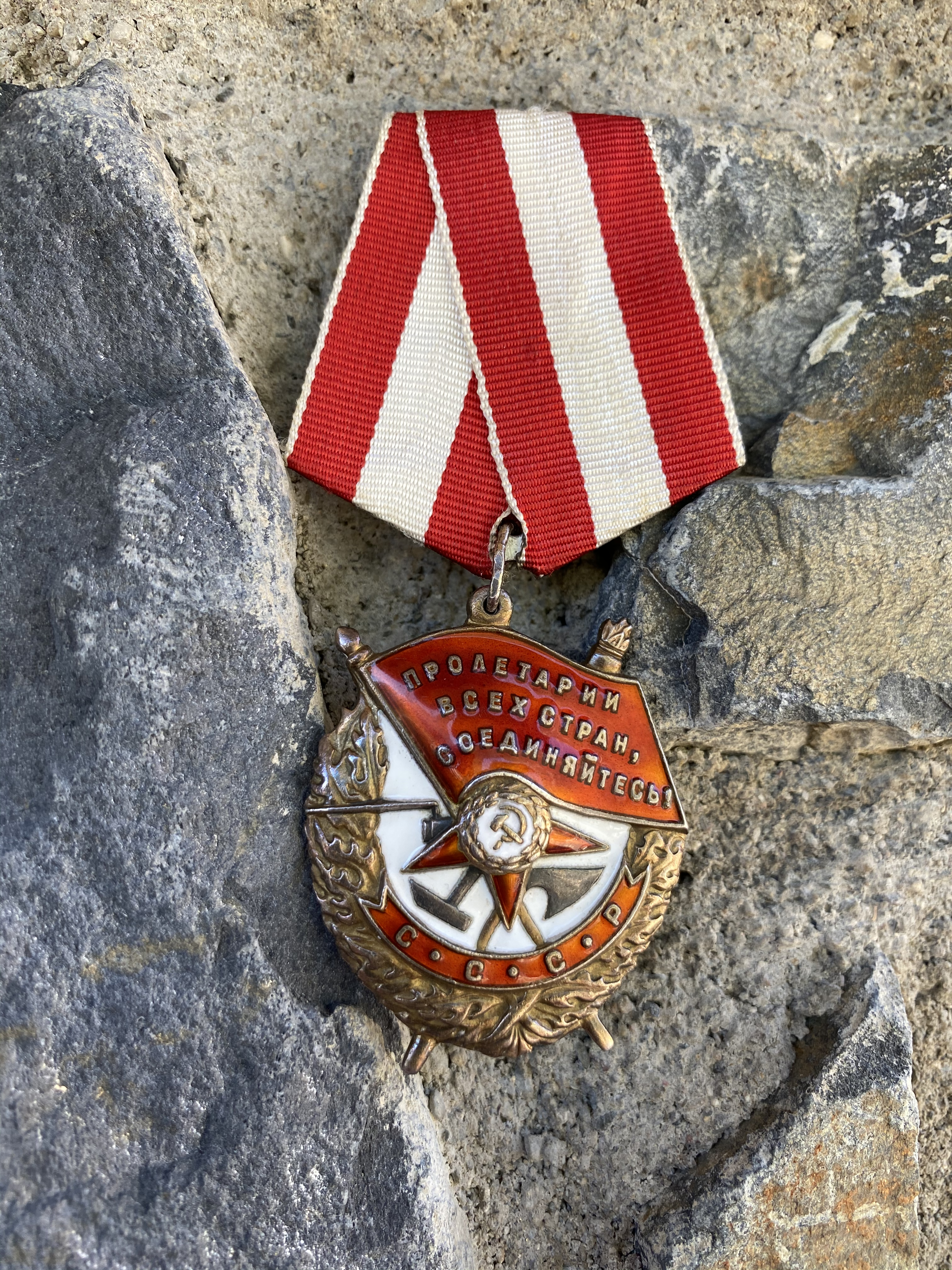
Rotbannerorden

Die Regierung Sowjetrusslands stiftete den Rotbannerkampforden, besser bekannt als Rotbannerorden (russisch Орден Красного Знамени Orden Krasnowo Snameni), am 16. September 1918 während des Russischen Bürgerkrieges. Er bestand später als Auszeichnung der Regierung der UdSSR weiter, die ihn am 1. August 1924 stiftete. Der Orden wurde bis 1991 verliehen.

## Geschichte

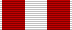
Bandschnalle des Rotbannerordens

Mit dem Rotbannerorden wurden militärische Heldentaten anerkannt. Vor der Stiftung des Leninordens am 6. April 1930 fungierte der Rotbannerorden als höchster (und praktisch einziger) militärischer Orden der UdSSR. Fast alle bekannten sowjetischen Kommandeure waren (zum Teil mehrfache) Träger des Rotbannerordens.
Während des Zweiten Weltkriegs wurde der Rotbannerorden als besondere Tapferkeitsauszeichnung für heroische Einzeltaten oder aber für militärische Verdienste im Kampf über einen längeren Zeitraum hinweg verliehen. Er war somit das sowjetische Äquivalent zum deutschen Eisernen Kreuz 1. Klasse. Erst ab Mitte 1944 wurde der Rotbannerorden auch für lange Dienstzeit in den sowjetischen Streitkräften verliehen (20 Jahre) und somit in seinem Ansehen deutlich abgewertet. Mehrfachverleihungen waren möglich; die Orden der Mehrfachverleihungen erhielten im unteren Drittel einen mitgeprägten, weiß emaillierten Wappenschild mit goldener Mehrfachverleihungsnummer. Die höchste hergestellte Mehrfachverleihungsnummer ist die ‚8‘, die höchste bekannte Anzahl der Mehrfachverleihungen ist ‚7‘.
Obwohl offiziell zunächst vorgesehen war, dass nur der Orden mit der höchsten Mehrfachverleihungsnummer an der Uniform getragen werden sollte, trugen die meisten Beliehenen zusätzlich auch alle bereits zuvor verliehenen Rotbannerorden.
Im Zweiten Weltkrieg wurde der Orden auch an ganze militärische Einheiten/Verbände, an Städte, Schiffe, politische und gesellschaftliche Organisationen, Staatsunternehmen, Kolchosen usw. verliehen, wenn sie sich um die Verteidigung des Vaterlandes verdient gemacht hatten.
Der Orden bestand aus einem rot und weiß emaillierten Abzeichen, auf dem das goldene Hammer-und-Sichel-Emblem, umgeben von zwei goldenen Weizenähren, auf einem Roten Stern, dahinter gekreuzt Hammer, Pflug, Fackel und eine Rote Fahne mit dem Motto Пролетарии всех стран, соединяйтесь! (Proletarier aller Länder, vereinigt Euch!) abgebildet waren; unten waren zunächst die kyrillischen Buchstaben РСФСР (transkribiert RSFSR) für ‚Russische Sozialistische Föderative Sowjetrepublik‘ und später die kyrillischen Buchstaben СССР (transkribiert SSSR) für ‚Union der Sozialistischen Sowjetrepubliken‘ auf dem Roten Band zu sehen.
Der Orden wurde ursprünglich als Orden an Schraube mit Schraubscheibe verliehen, der auf der linken Brustseite getragen wurde. Eine Ordensspange mit aufgelegtem Band wurde 1943 im Rahmen einer Vorschriftenänderung hinzugefügt. Das Band bestand aus rotem Seidenmoiré mit einem breiten weißen Mittelstreifen und einem dünnen weißen Streifen an den Rändern.

## Träger des Rotbannerordens (Auswahl)

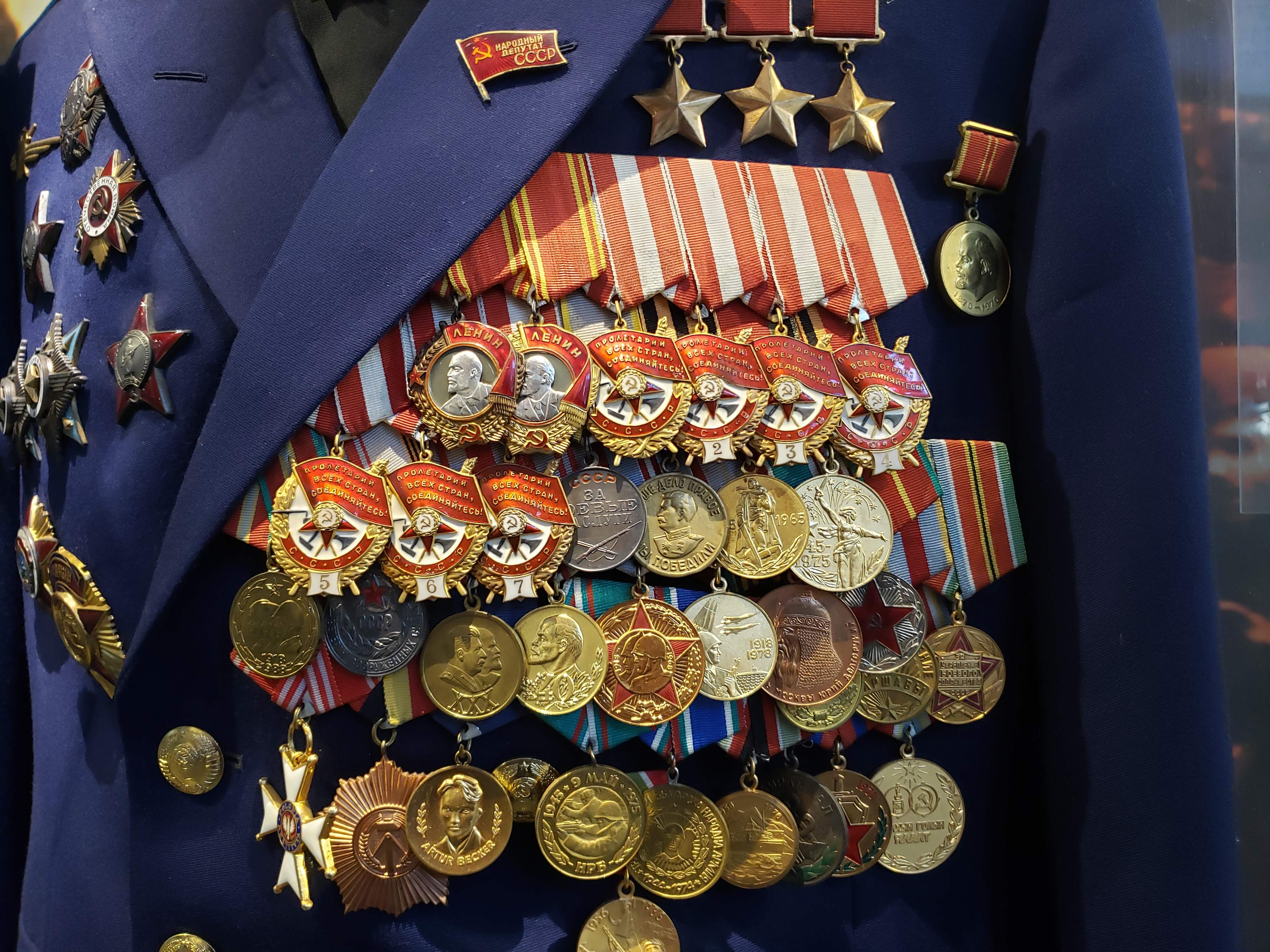
Rotbannerorden mit Mehrfachverleihungsziffern an der Uniformjacke Iwan Nikitowitsch Koschedubs

- Iwan Nikitowitsch Koschedub (siebenfach)
- Michail Michailowitsch Gromow (vierfach)
- Josef Stalin (dreifach)
- Marschall Wassili Konstantinowitsch Blücher, erster Träger des Ordens
- Marschall Georgi Konstantinowitsch Schukow (dreifach)
- Anton Semjonowitsch Makarenko
- Nikolai Erastowitsch Bersarin
- Bessarion Lominadse
- Clara Zetkin
- Harro Schulze-Boysen (postum 1969)[1]
- Arvid Harnack (postum 1969)[1]
- Adam Kuckhoff (postum 1969)[1]
- Hansheinrich Kummerow (postum 1969)[1]
- Ilse Stöbe (postum 1969)[1]
- Kurt Fischer (postum 1969)[1]
- Max Hoelz (in Abwesenheit 1927)[2]
- Kaspische Flottille
- Rosalija Samoilowna Salkind, die erste Frau mit dieser Auszeichnung
- Ruth Werner (zweifach)
- Markus Wolf
- Baltische Flotte (Baltische Rotbannerflotte)
- Gesangs- und Tanzensemble der russischen Armee, A. W. Alexandrow (zweifach)
- Nina Onilowa
- Marija Dolina (zweifach)
- Irina Sebrowa (dreifach)

## Andere Orden
Während des Russischen Bürgerkrieges existierten noch andere ähnlich benannte Orden, die von anderen konstituierten und nicht konstituierten Sowjetrepubliken gestiftet worden waren.
Am 28. Dezember 1920 stiftete Sowjetrussland den Orden des Roten Banners der Arbeit für Arbeits- und Zivilleistungen. Das allsowjetische Äquivalent datiert vom 7. September 1928.